# Heliastrum concinnum
Heliastrum concinnum är en svampart som beskrevs av Petr. 1931. Heliastrum concinnum ingår i släktet Heliastrum, divisionen sporsäcksvampar och riket svampar.   Inga underarter finns listade i Catalogue of Life.